# Uzbekistán en los Juegos Paralímpicos de Atenas 2004
Uzbekistán estuvo representado en los Juegos Paralímpicos de Atenas 2004 por un deportista masculino. El equipo paralímpico uzbeko no obtuvo ninguna medalla en estos Juegos.